# Pulsate et aperietura vobis
 Pulsate et aperietura vobis лат. (изговор:пулсате ет аперијетур вобис). Куцајте и отвориће вам се. (Јеванђеље по  Матеји) 

## Поријекло изреке
Изрека потиче из Јеванђеља по Матеју.

## Значење
Треба бити упоран и сталан у молитви. Не одустајати! Једино тада постоји могућност да се жељено оствари. Треба упорно „куцати“ – молити се. Тако једино жеље могу бити испуњене.